# Eresia murena
Eresia murena är en fjärilsart som beskrevs av Otto Staudinger 1885. Eresia murena ingår i släktet Eresia och familjen praktfjärilar. Inga underarter finns listade i Catalogue of Life.